# Elchfell

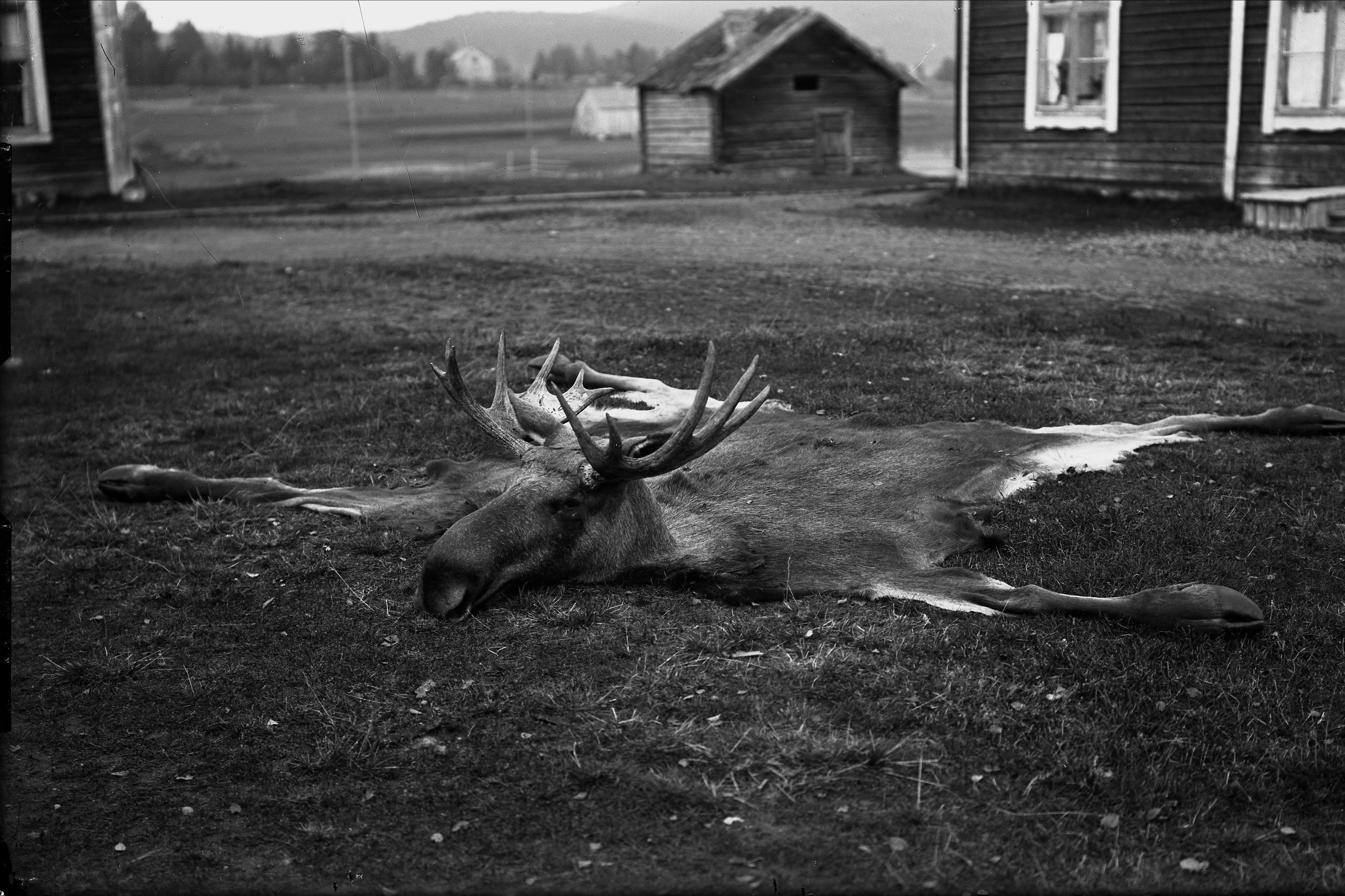
Elchfell (Ångermanland, Schweden, etwa 1928)

Das Elchfell, die Elchhaut oder Elchdecke, das abgezogene Fell des Elches, ist ein Handelsartikel. Es wird vor allem enthaart und gegerbt als Leder genutzt. Das harte Elchfell kann zwar zu Pelzen verarbeitet werden, allerdings ist die Haltbarkeit wegen der hohen Brüchigkeit des Haars begrenzt. Der Elch ist die größte heute vorkommende Art der Hirsche. Sein Lebensraum erstreckt sich über Nordeuropa, Nordasien und Nordamerika. Er wird von der IUCN als „nicht gefährdet“ eingestuft.
Die Elchjagd wird heute unter anderem in Schweden, Norwegen, dem Baltikum, Russland, Kanada und den Vereinigten Staaten ausgeübt. Als Begründung wird der Naturschutz angegeben, insbesondere der Waldschutz. Das Elchfleisch wird gegessen.

## Fellstruktur

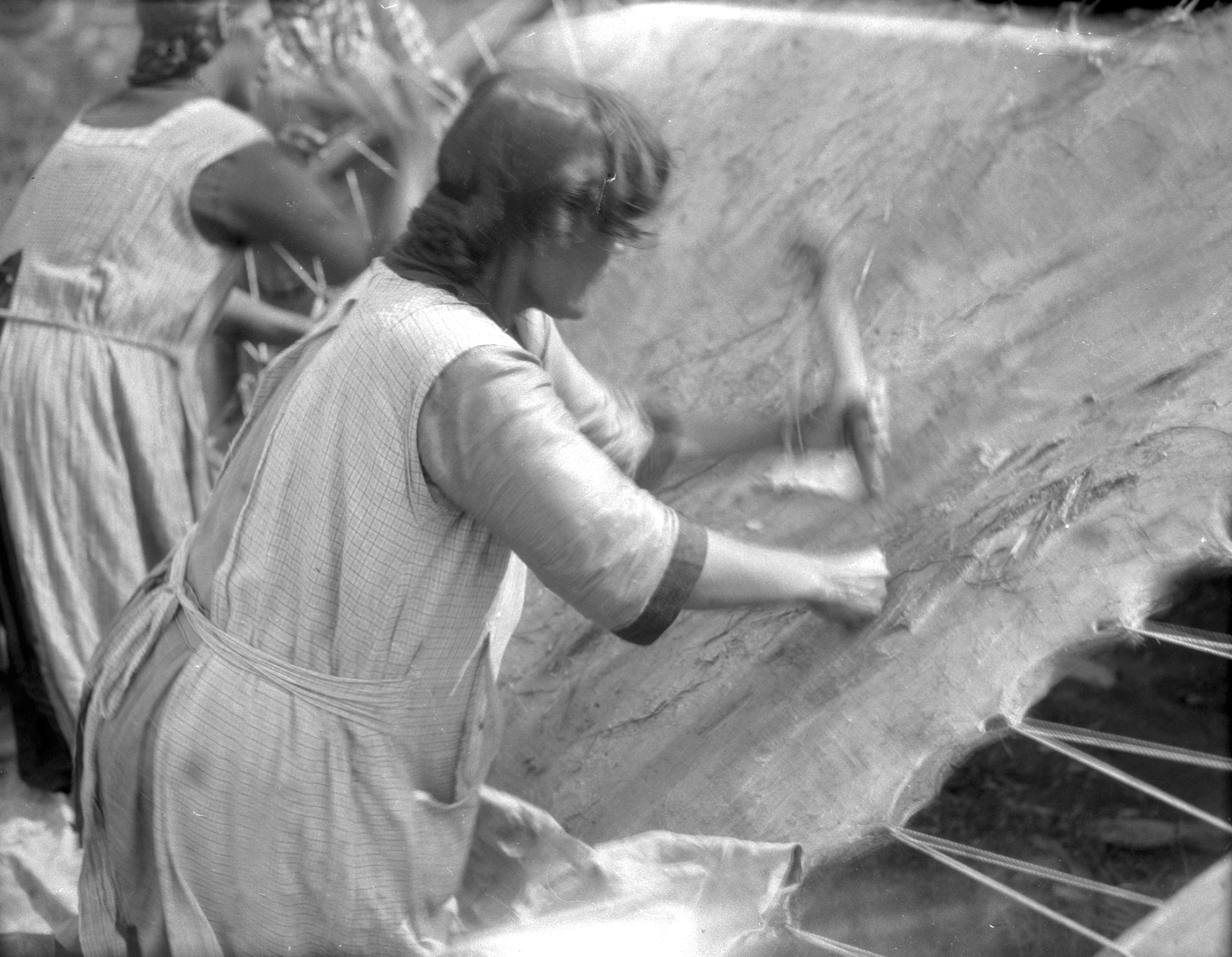
Cree-Frauen entfleischen ein Elchfell (Nord-Saskatchewan, 1930)

Die Größe der Elchfelle ist sehr unterschiedlich. Die aus dem Osten Europas kommenden Felle sind größer als die westlichen; die Felle männlicher Tiere sind deutlich größer als die der weiblichen. Die Kopfrumpflänge beträgt bis zu 270 Zentimeter, die der ostsibirischen Elche bis über 300 Zentimeter. Der behaarte Schwanz ist 12 bis 13 Zentimeter lang. Die Ohren sind breit, länglich oval und laufen an den Enden etwas spitz zu. Die Beinlänge bei europäischen Elchen beträgt 90 bis 110 Zentimeter, bei Alaska-Elchen etwa zehn Zentimeter mehr.
Die Fellfarbe ist kräftig schwarzbraun bis fast schwarz, die Läufe sind etwa von der Hälfte des Unterschenkels beziehungsweise Oberarms an silbrig hellgrau. Als Paarhufer fehlt beim Elch der bei allen Einhufern über den Hinterbeinen vorhandene „Rossspiegel“. Das Haar an der Schnauze ist hellgrau oder weißlich. Zwischen der Färbung des Sommerfells zum Winterfell bestehen keine wesentlichen Unterschiede. Das Sommerhaar ist jedoch dunkler, fast schwarz. Da sich die Spitzen der nachschiebenden Grannenhaare später abnutzen, wird die Färbung zum Winter hin heller (trüb bräunlich).
Das Fell der Jungtiere ist sehr weich, dicht und meist von gleichmäßiger rötlicher bis brauner Farbe. Der erste Fellwechsel findet bereits nach drei Monaten statt.
Die Grannenhaare sind dick, grob und leicht gewellt; insbesondere die Winterhaare enthalten große, mit Luft gefüllte Hohlräume und sind deshalb brüchig. Die längsten Haare weist der Rumpf auf (etwa 10 Zentimeter, am Rückgrat noch länger und am Widerrist sogar 16 bis 20 Zentimeter) sowie im oberen Bereich des Halses (Mähnenbildung), die kürzesten an den Beinen. Die Beinhaare weisen eine Besonderheit auf, sie sind nur bogenförmig gekrümmt und viel elastischer und stabiler als das Körperhaar. Bei beiden Geschlechtern findet sich ein Kinnbart, der am größten bei Elchen zwischen dem 3. und 5. Lebensjahr ist. Er ist dann durchschnittlich 20 bis 25 Zentimeter lang. Einzelne Individuen haben einen deutlich längeren Bart, bei älteren Elchen kann er fast verschwunden sein. Nur das Winterkleid hat auch eine Unterwolle.
Der Haarwechsel findet einmal im Jahr während des Frühjahrs statt. Der Beginn des Haarwechsels ist abhängig vom jeweiligen Verbreitungsgebiet. In Mittelrussland beginnt er im April und dauert bis Juli. Die Grannenhaare fallen ab Ende März/Anfang April aus, die Unterwolle von der zweiten Aprilhälfte an. Der Höhepunkt der Haarung ist im April/Mai, bei kälberführenden weiblichen Tieren später (bis Mitte Juli). Ab August bildet sich wieder eine Unterwolle, im selben Monat schiebt das Grannenhaar nach. Im Oktober ist das Wachstum des Winterhaares abgeschlossen.
Die für die Pelzverarbeitung besten Felle fallen nach Abschluss des Haarwechsels im Oktober an, die Sommerdecken sind meist durch Dassellarven beschädigt.

## Geschichte, Handel, Verwendung

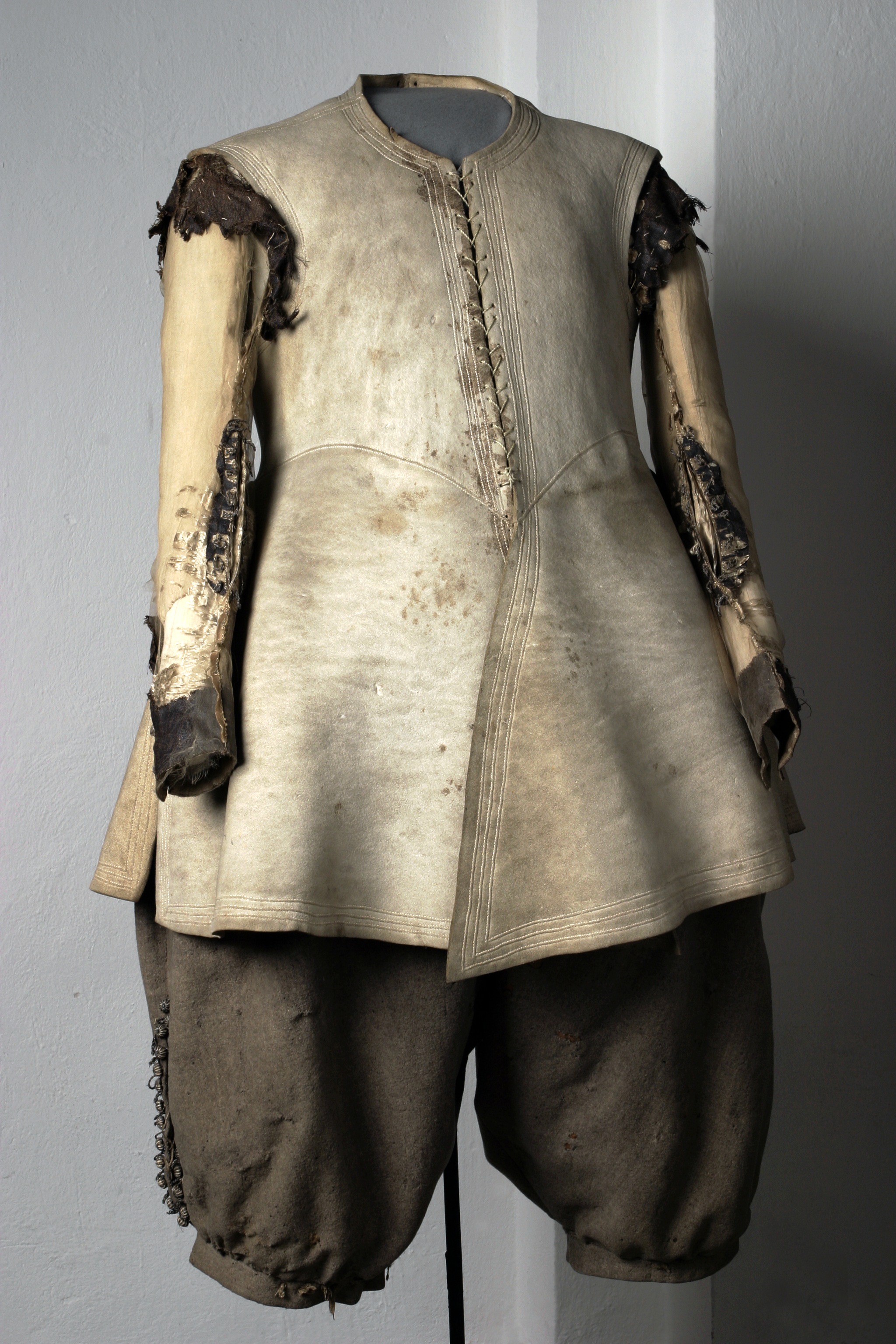
Koller aus Elchleder mit Seidenärmeln von Gustav Adolf II. von Schweden. Getragen beim Gefecht bei Dirschau (1627)

Bei den alten Nordvölkern spielte der Handel mit Elch- beziehungsweise Elenfellen wohl nur eine geringe Rolle. In relativ später Zeit wird zwar oft erwähnt – wie wahrscheinlich bereits Plinius der Ältere (ca. 23–79 n. Chr.) berichtet hatte – „aus des Elches Kleidung“ vor allem Kriegskleidung hergestellt wurde, „im Westen galt die Elchhaut als hieb- und stichfest, und ein Koller aus ihr wurde einem Harnisch gleichgewertet“. Es sei aber nicht wahrscheinlich, dass die Verwendung einer solchen Kriegskleidung irgendwann besonders verbreitet gewesen sei; bevorzugt für die Lederpanzerung wurden Büffel-, Rinder- und Wisentfelle.
Alexander Mackenzie schrieb über einen Eingeborenstamm in Nordwestamerika: „Sie kleiden sich in Röcke aus Biber- und Murmeltier-Fellen und Rentier- und Elchhäuten, die unten mit Troddeln verziert sind“. Auch benutzten die Indianer das kräftige Leder des amerikanischen Elches, englisch „Moose“, zur Anfertigung von Fußbekleidung. Während die Jagd den Männern oblag, war das Zurichten von Häuten, wie auch die Verarbeitung des Fleisches, allgemein Frauensache. In den „Unterhaltungen aus der Naturgeschichte“ von Gottlieb Tobias Wilhelm aus dem Jahr 1808 heißt es: „Die nordamerikanischen Wilden verstehen die Kunst, die Häute ihrer Elenthiere vermittelst des Gehirns, des Marks und des Unraths aus den kleinen Gedärmen so zu bereiten, daß sie zwar schmutziger, aber besser und weicher werden, als die von den Weißgerbern gefärbten. Sie haben den Vorteil, daß die Nässe sie nicht hart und brüchig macht. […] Ihnen dient die Elenhaut als Bette, als Dach ihrer Hütte, als Anzug und als Fußbekleidung. Mit ihr umwickeln sie die Füße, und schnüren diese Stiefel mit den Sehnen dieses Thieres zu. Die Leichtigkeit und Weichheit derselben ist Ursache, daß sie nie wund gehen und die weitesten Wege mit großer Schnelligkeit zurücklegen“.
Im Mittelalter waren Elchfelle eine gesuchte Ware. So hat der Große Kurfürst noch von 1656 an streng darauf geachtet, dass alle ostpreußischen Elchhäute zubereitet, gegerbt und zu Kollern für seine Reuterregimenter (Reiterregimente) verarbeitet wurden. Eine Verwendung zu anderen als zu Militärzwecken durfte nicht mehr stattfinden. Auch noch später schätzte man Elchleder wesentlich höher als anderes Wildtierleder. So ließ Kaiser Paul I. in Russland einen förmlichen Vernichtungskrieg gegen die Elche führen, um die nach seiner Ansicht zur Beinkleidung seiner Reiter unbedingt erforderlichen Elenhäute zu erhalten. Die teilweise rücksichtslose Nachstellung fiel wohl umso leichter, als dass der Elch als ein besonders großer Waldschädling galt.
Die bei der Gerbung zu Leder abfallenden Haare wurden für Polsterzwecke verwendet. Aus den ganzen Füßen verfertigte man in Preußen Guéridons, kleine Beistelltischchen, oder es wurden Becher und Pokale aus den Vorderhufen geschnitzt. In Erbschaften gehörten „Elendsklauen“ zum Hausrat und somit zum Erbteil der Braut, wenn sie mit „Oehren oder Gehenken“ versehen waren. Auch drehte man aus den Hufen Ringe, als „Krampfringe“ sollten sie vor Muskelkrampf bewahren, sowie Amulette oder man zermahlte es zu Heilpulver, das zum Beispiel gegen Fallsucht, die Epilepsie helfen sollte. Weitere Verwendung waren Degengehenke, Karabinerriemen, das Leder junger Elche für Sättel, lederne Kissen, Hosen und Handschuhe. In Breslau und Wien wurde viel für die kaiserliche Reiterei verbraucht. Aus den Häuten ungeborener Kälber von trächtig erlegten Tieren wurden feine Handschuhe hergestellt, offensichtlich Fäustlinge:

„Das schönste Elendsleder ist so zart und weich, dass man nach dem Handschlag die Finger darinn zählen kann. Es pflegt auch, wenn es gut gearbeitet ist, nicht, wie anderes Leder, nach der Nässe hart zu werden. Es kommt, auf sämische Art zubereitet, aus Schweden, Lappland, Finn- ind Lievland. Die Wilden in der Landschaft Canada bringen die Elendshäute den Franzosen, und vertauschen sie an dieselben gegen Waaren, deren sie vonnöthen haben. Gemeiniglich wird das Elendsleder bey Pfunden, auch wohl hautweise verkaufet. Auch schneiden die Kürschner aus den Elendsfellen, welche schwarzroth, am Bauche hingegen weißlich fallen, Pferdedecken. Imgleichen verfertigt man aus der abgestreiften Haut der Füße allerhand Futterale und Beutel zu Jägerspießen und Jägergeräthe.“

Das Gerben des Leders besorgten die Sämisch- und Weißgerber. Neben Amerika und Europa kam ein beträchtlicher Teil der Elchhäute um 1777 aus Sibirien. Die sibirischen Tungusen, Jakuten und Inkagiren schnitten die Elchhäute in zwei Teile und machten daraus die sogenannten „Polowinki“, die ein sehr weiches, bequemes und dauerhaftes Material für „Beinkleider, Camisölern und Colleten“ darstellten. Es gab zwei Sorten, die geräucherten und die ungeräucherten. Die geräucherten hatten zwar nicht so eine schöne gelbe Farbe wie die ungeräucherten, vertrugen aber ganz besonders gut die Nässe und wurden nach dem Trocknen nicht hart. Die Tungusen besorgten das Räuchern auch schon mal dadurch, dass sie mit den Häuten ihre Hütte verkleideten und das Räuchern durch das Stuben- und Herdfeuer nebenher erledigen ließen. Das Elchleder der Tungusen galt als so hervorragend, dass es ihnen gestattet war, damit ihre Tributzahlungen zu leisten.
Aus den haarbelassenen Elchdecken wurden in der letzten Zeit ihrer Verarbeitung zu Kleidung mit nach außen gekehrter Fellseite Reisepelze gearbeitet; mit dem Haar nach innen Oberpelze mit Kapuzen, Mützen, Handschuhe sowie Unterlagen und Vorleger.
Rehfelle, Hirschfelle, Rentierfelle und Elchfelle haben Röhrenhaare, die wegen ihrer Struktur leicht brechen. Heute finden Elchfelle neben der Nutzung zu Leder daher wohl nur noch in ganz geringem Umfang in ihrer natürlichen Form als Bodenteppich Verwendung. Wegen der geringen Strapazierfähigkeit wird vom Handel eine ausschließliche Nutzung zu Dekorationszwecken empfohlen.

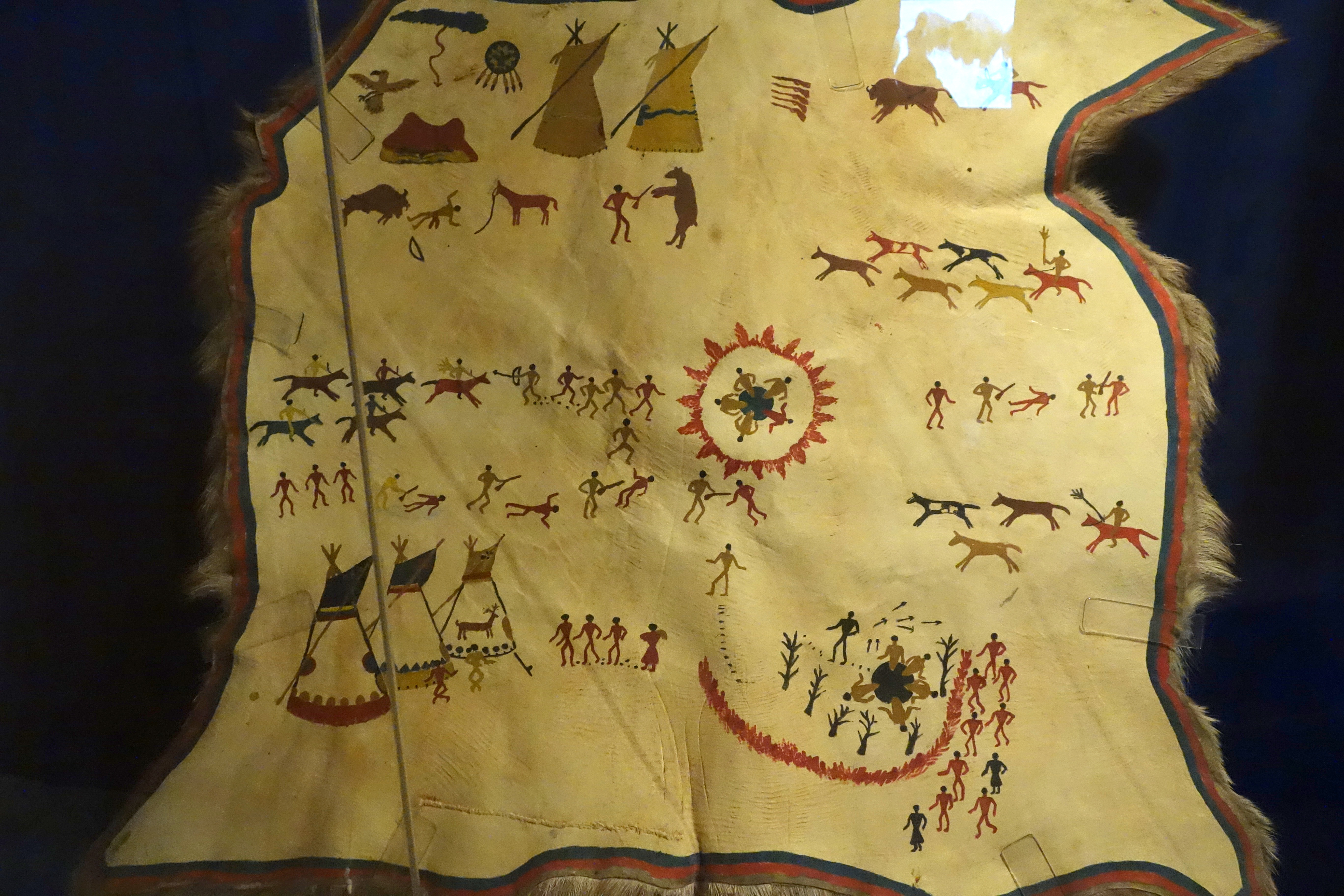
Bemaltes Elchfell der Siksika, Kanada (spätes 19. Jahrhundert)
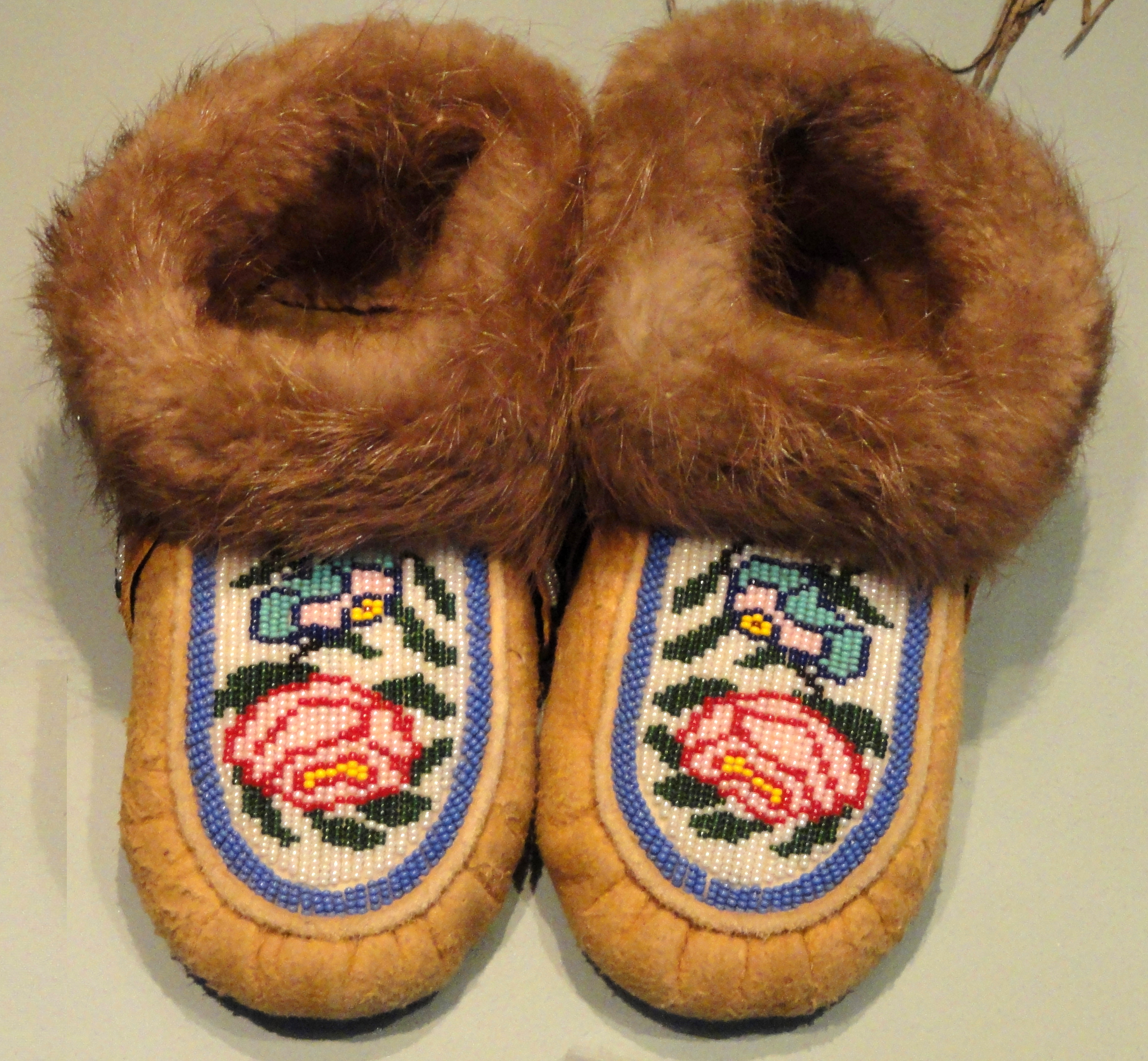
Mokassins aus Elchleder und Biberfell, Westkanada (1975, Museum Fünf Kontinente, München)
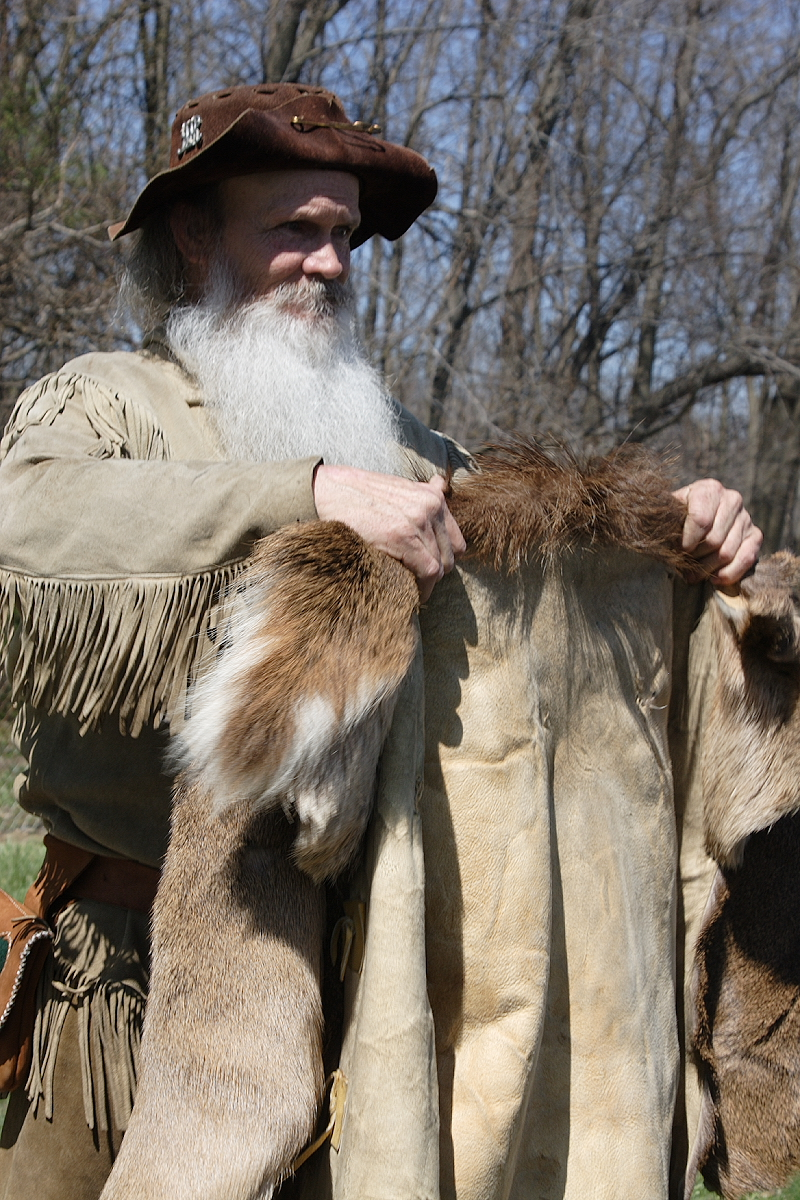
Trapper-Reenactor zeigt einen Elchfellmantel (2006)
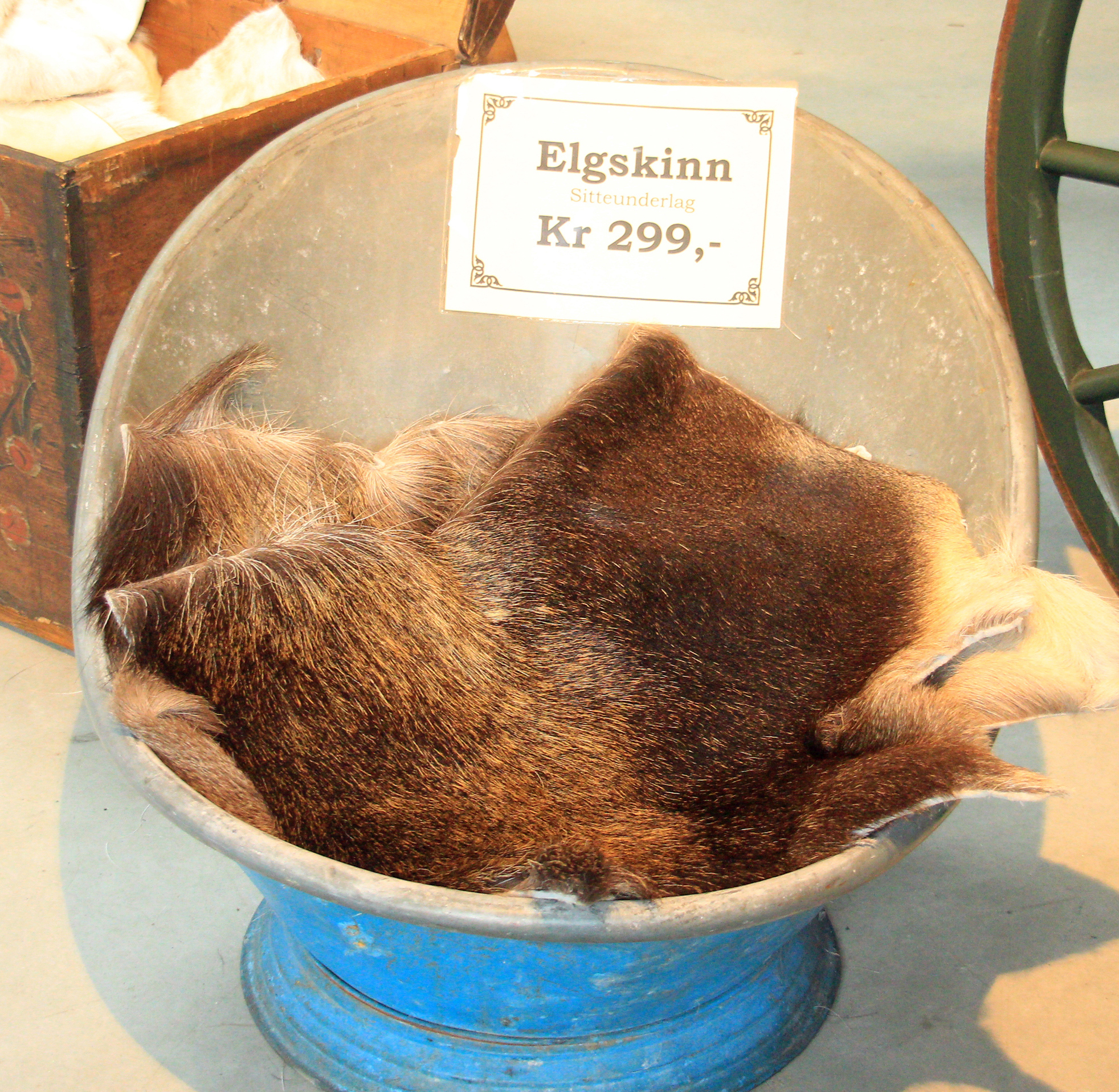
Als Sitzunterlage angebotene Elch-Fellteile (Norwegen, 2017)

In Schweden wurden um 2008 nach Angabe der Naturschutzbehörde jährlich etwa 90.000 Elche erlegt. Inwieweit und wofür deren Häute genutzt wurden, machte die Behörde bei dieser Veröffentlichung keine Angabe.

### Schwedische und norwegische Elchhäute (1956)
Im Jahr 1956 wurde das Sortiment der mit Salz konservierten, rohen schwedischen Elchhäute nach Gewicht in drei Sorten gehandelt, von 16/18 Kilogramm bis 22/24 Kilogramm und schwerer.
Da die Größe der Häute unterschiedlich ist, konnte es vorkommen, dass sich bei einem Bogengewicht (ein Durchschnittsgewicht) von beispielsweise 24 Kilogramm sowohl Häute von 18 Kilogramm wie auch solche von 30 Kilogramm in einer Partie befanden, es sei denn, dass stattdessen ein laufendes Gewicht vereinbart worden war.
Die Elchhäute waren verhältnismäßig gut abgezogen, hatten aber teilweise Schusslöcher im Kern und/oder Abfall. Kleine vereinzelte Scheuer- oder Schleifstellen mussten vom Käufer auch in der I. Qualität akzeptiert werden. Die Felle wurden ohne Kopf und kurzbeinig geliefert. Der Kopf wurde in gerader Linie direkt hinter den Ohren abgeschnitten, die Beine unter dem Knie.
Fellfehler konnten sein: Haarlässigkeit in unterschiedlich großen Flächen; Narbenschäden, tiefe Schnitte, kleine oder große Löcher und Rostflecke, alles jeweils in unterschiedlichem Ausmaß.
Die Saison für die Anlieferung der schwedischen Elchhäute geht von Oktober bis Januar. Sie kommen einzeln gebündelt in den Handel. Entweder wurde die I. und die II. Sorte kombiniert oder aber separiert und extra angeliefert. Die III. Sorte wurde immer besonders gekennzeichnet.
Ganz vereinzelt wurden außer den gesalzenen Elchhäuten auch getrocknete Häute nach den gleichen Sortierungsbestimmungen gehandelt.
Die Lieferungsbedingungen für schwedische Elchhäute fanden für die aus Norwegen keine Anwendung. In der Stellung sind diese etwas gedrungener. Norwegische Elchhäute wurden langbeinig und mit Köpfen angeliefert. Sie waren etwas schlechter abgezogen als die schwedischen.

## Zahlen und Fakten
- „Elenhäute [Elchhäute] wurden etwa 5000 Stück jährlich aus Archangel exportirt, im Jahre 1670 aber wurden 42 Stück gegerbte Elenhäute über Archangel für die im russischen Dienste befindlichen ausländischen Offiziere importirt.“[17]
- Etwa um 1800 (?) kam Russland seinen Subsidien-Verpflichtungen gegenüber Österreich nach, indem es eine Sendung Rauchwaren nach Wien schickte, bestehend aus:[18]

75 Elenhäute im Wert von 75,- Rubel
1009 Zimmer = 40.360 Stück Zobelfelle im Wert von 28.907,- Rubel
1 Zimmer = 40 Stück Zobelfelle im Wert von 400,- Rubel
519 Zimmer = 2076 Marderfelle im Wert von 5190,- Rubel
120 Schwarzfuchsfelle im Wert von 565,- Rubel
300 Biberfelle im Wert von 2708,- Rubel
1000 Wolfsfelle im Wert von 530,- Rubel